# یواس‌اس جورج اچ. دبلیو. بوش
ناو هواپیمابر جورج اچ. دبلیو. بوش یا یو اس اس جورج اچ. دبلیو. بوش (سی وی ان-۷۷) (به انگلیسی: USS George H. W. Bush) نام یک ناو هواپیمابر کلاس نیمیتز متعلق به نیروی دریایی ایالات متحده آمریکا است. ناو یواس‌اس جورج اچ. دبلیو. بوش ۱۶ طبقه دارد و نزدیک به ۵۰۰۰ پرسنل نیروی دریایی آمریکا در آن مشغول به خدمت هستند.
این ناو هواپیمابر در سال ۲۰۰۳ میلادی، به دریا انداخته شد و پایگاه خانگی آن در نورفوک، ویرجینیا است.
این ناو ۳۳۳ متر طول دارد و مجهز به دو راکتور هسته ای ساخت وستینگهاوس است.
این ناو به خاطر کار با سوخت هسته ای هر ۲۵ سال یکبار سوختگیری می‌کند و با توجه به اینکه این ناو ۵۰ سال در خدمت نیروی دریایی خواهد بود در طول عمر خود یکبار سوخت‌گیری می‌کند.
راکتورهای این ناو از آب شور دریا برای تولید بخار استفاده می‌کنند.

## نگارخانه

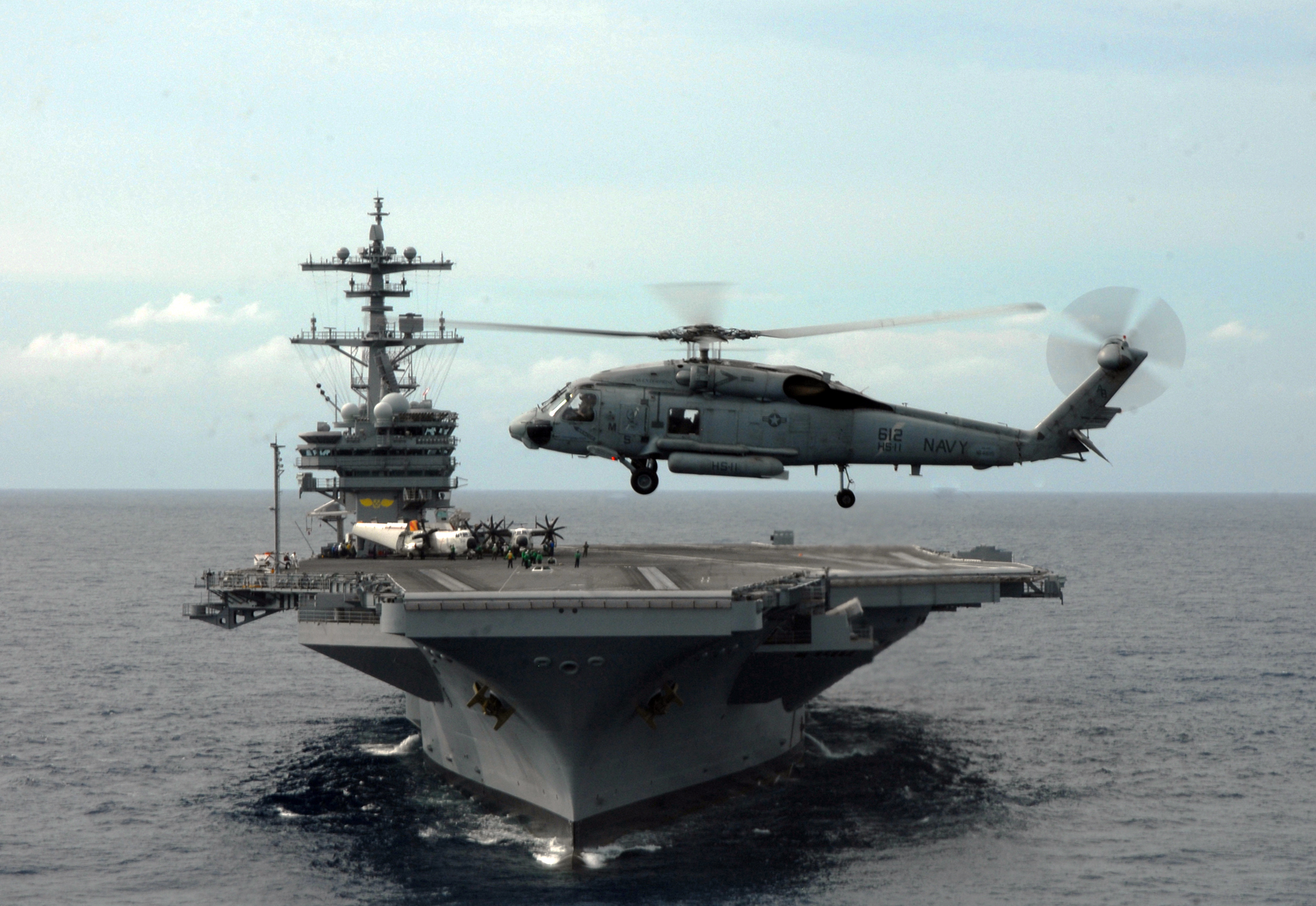
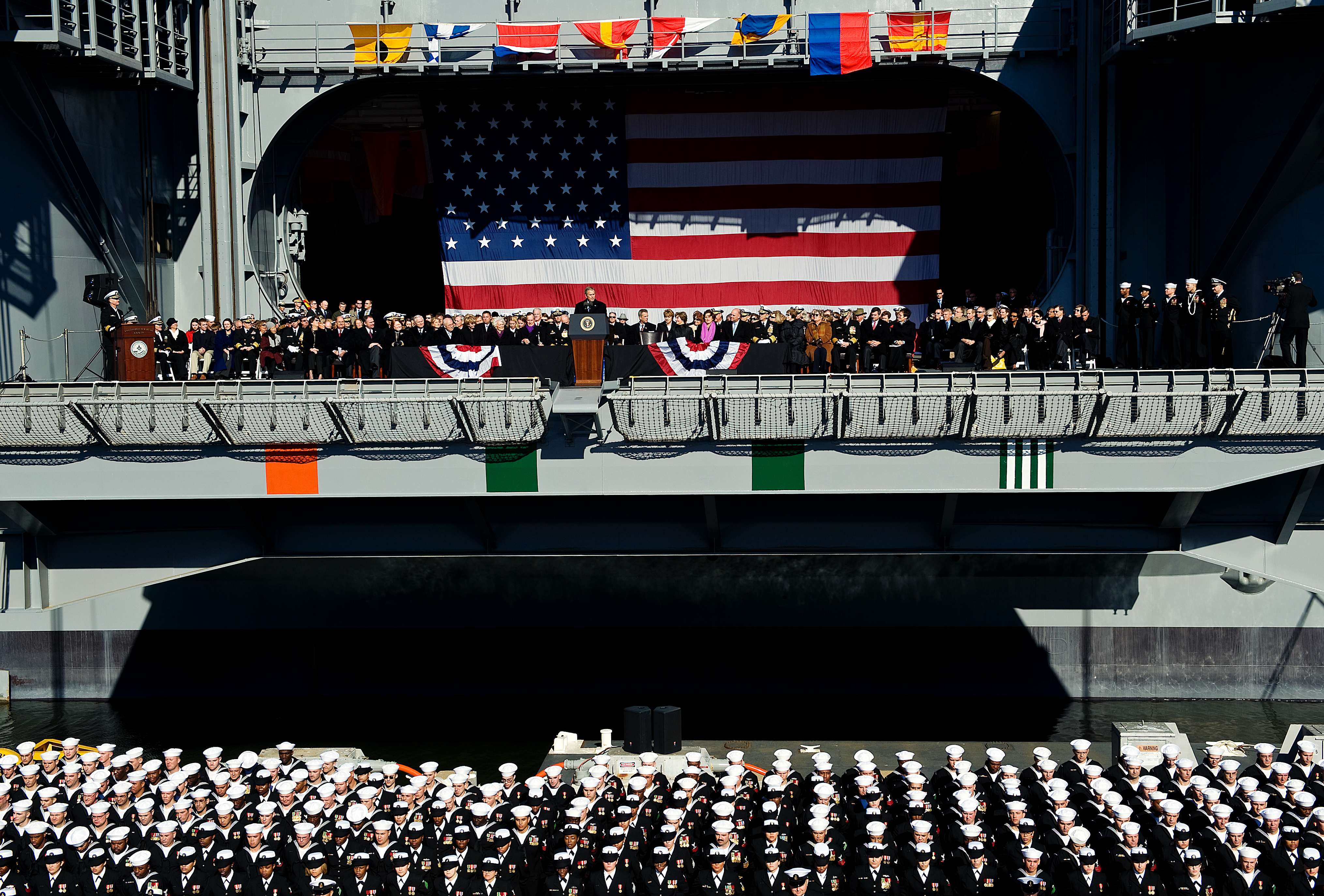
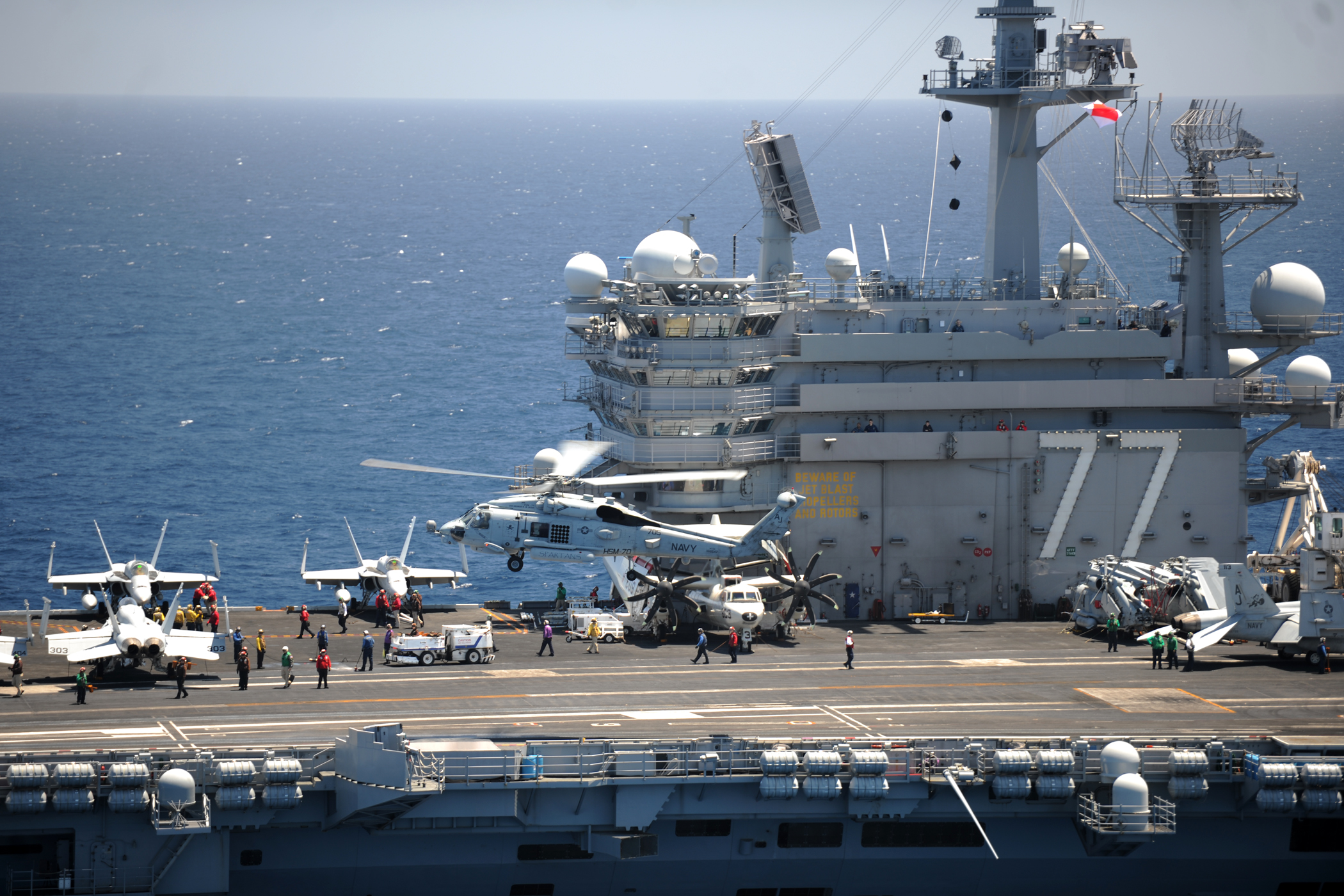
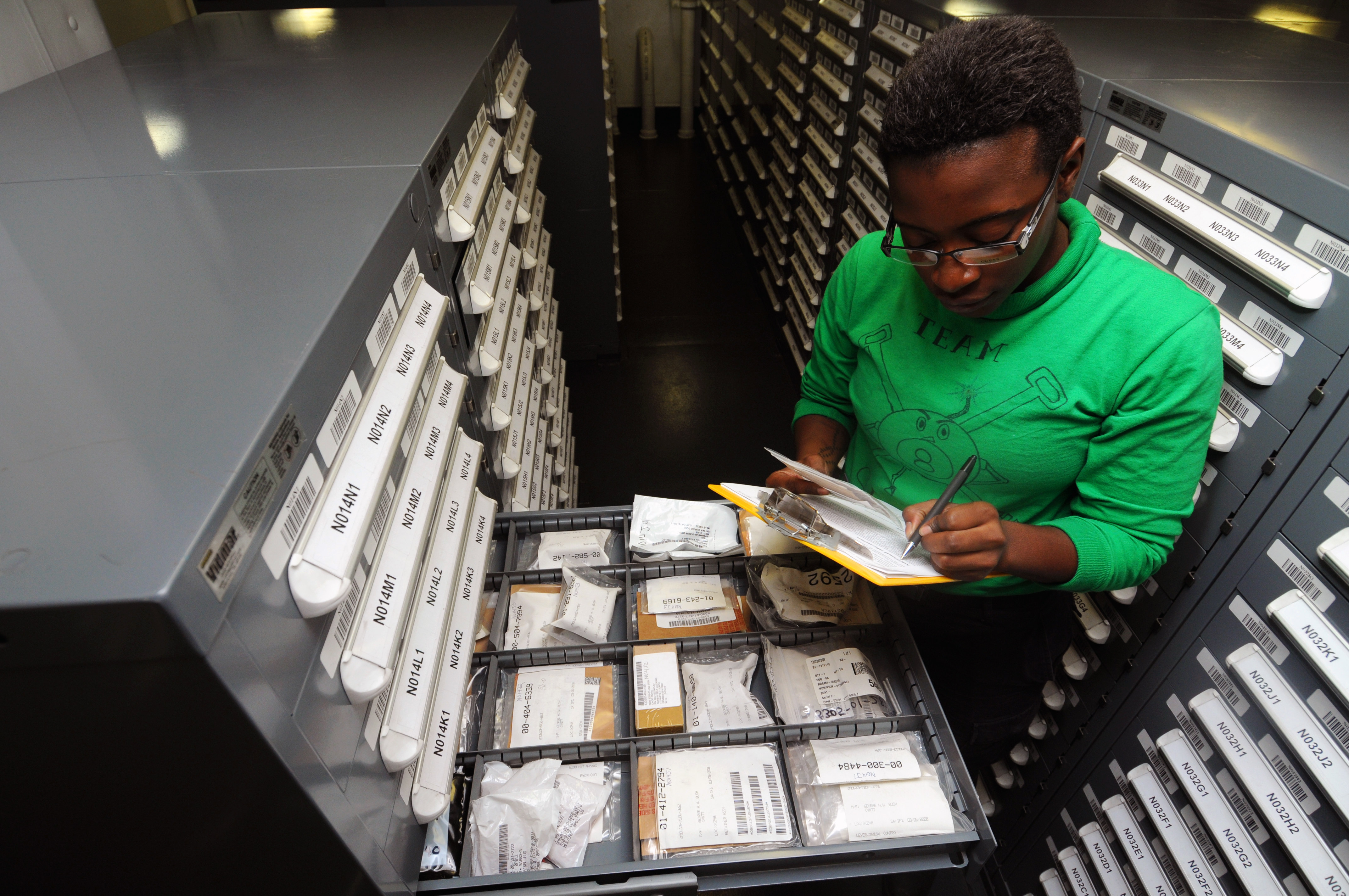
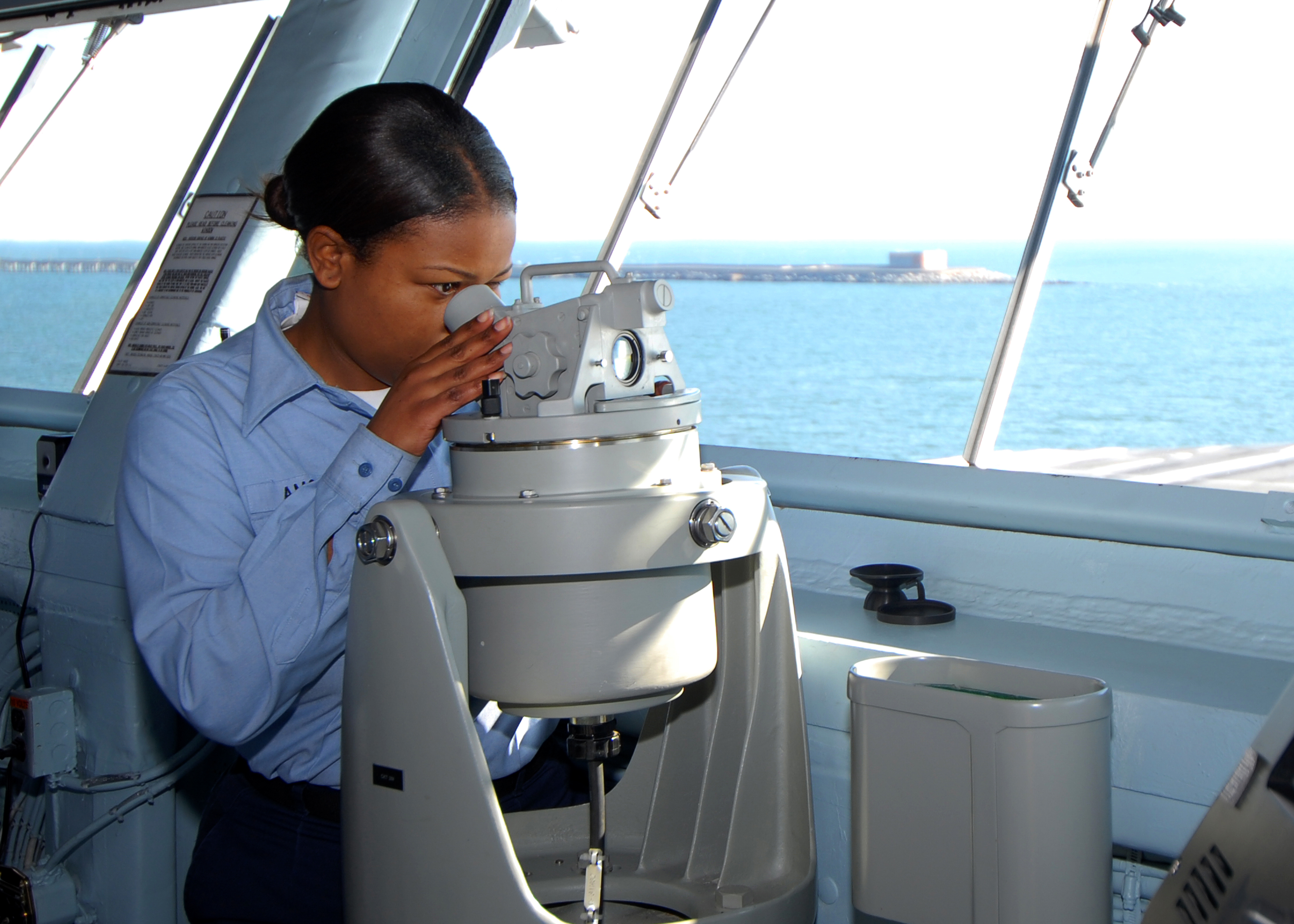
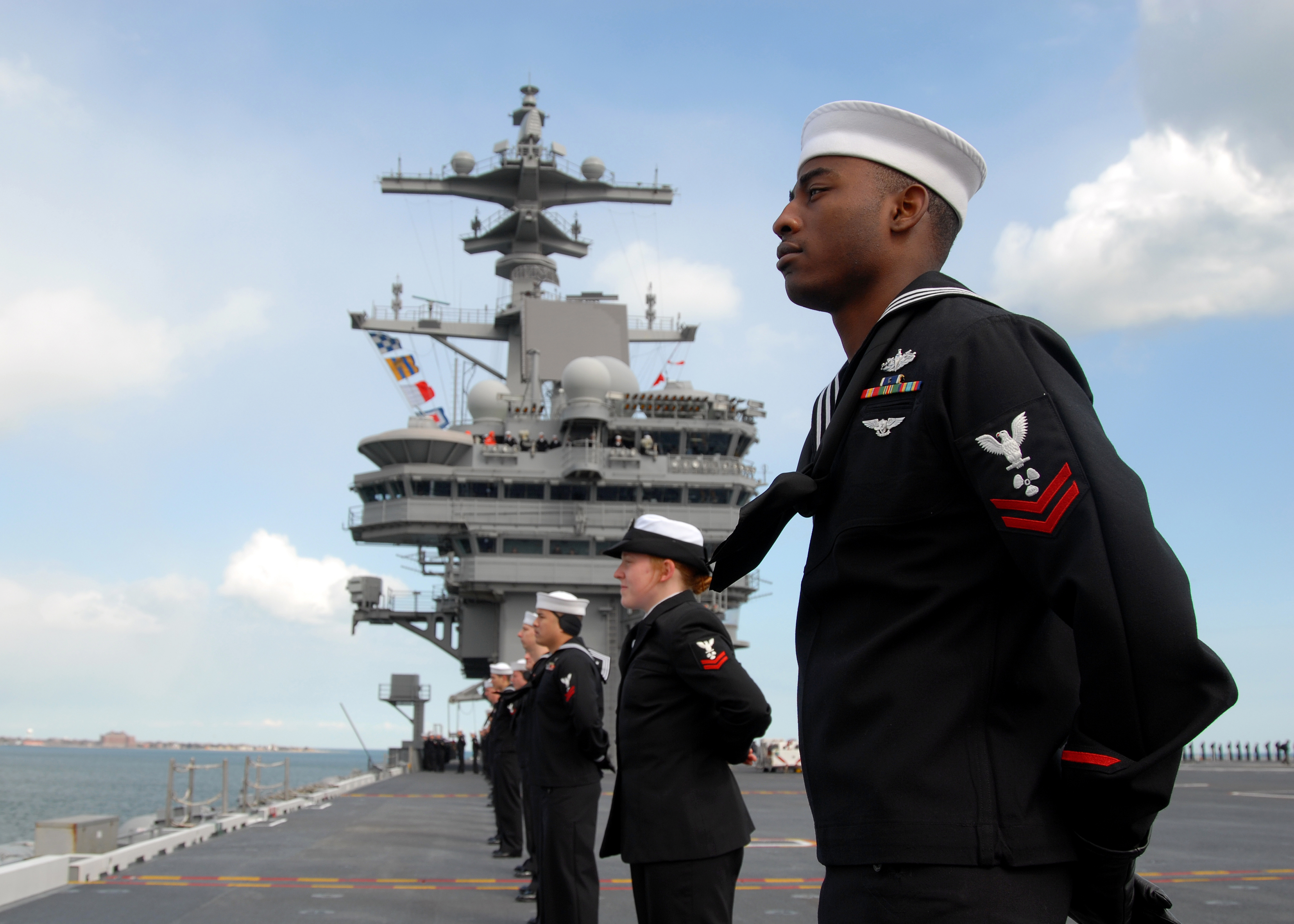